# Коста-ді-Меццате
Коста-ді-Меццате (італ. Costa di Mezzate) — муніципалітет в Італії, у регіоні Ломбардія,  провінція Бергамо.
Коста-ді-Меццате розташована на відстані близько 480 км на північний захід від Рима, 55 км на північний схід від Мілана, 11 км на схід від Бергамо.
Населення — 3368 осіб (2014).
Щорічний фестиваль відбувається 23 квітня. Покровитель — святий Юрій.

## Демографія
Населення за роками:

Станом на 1 січня 2023 року в муніципалітеті офіційно проживав 381 іноземець з 45 країн, серед них 88 громадян країн Євросоюзу та 17 громадян України.

## Сусідні муніципалітети
- Альбано-Сант'Алессандро
- Баньятіка
- Больгаре
- Кальчинате
- Горлаго
- Монтелло